# Torsebro
Torsebro is een dorp in de gemeente Kristianstad in de in Zweden gelegen provincie Skåne. Het dorp ligt aan de rivier de Helge å, 10 kilometer van de plaats waar deze in zee uitmondt. Het dorp heeft een inwoneraantal van 270 en een oppervlakte van 64 hectare (2010).

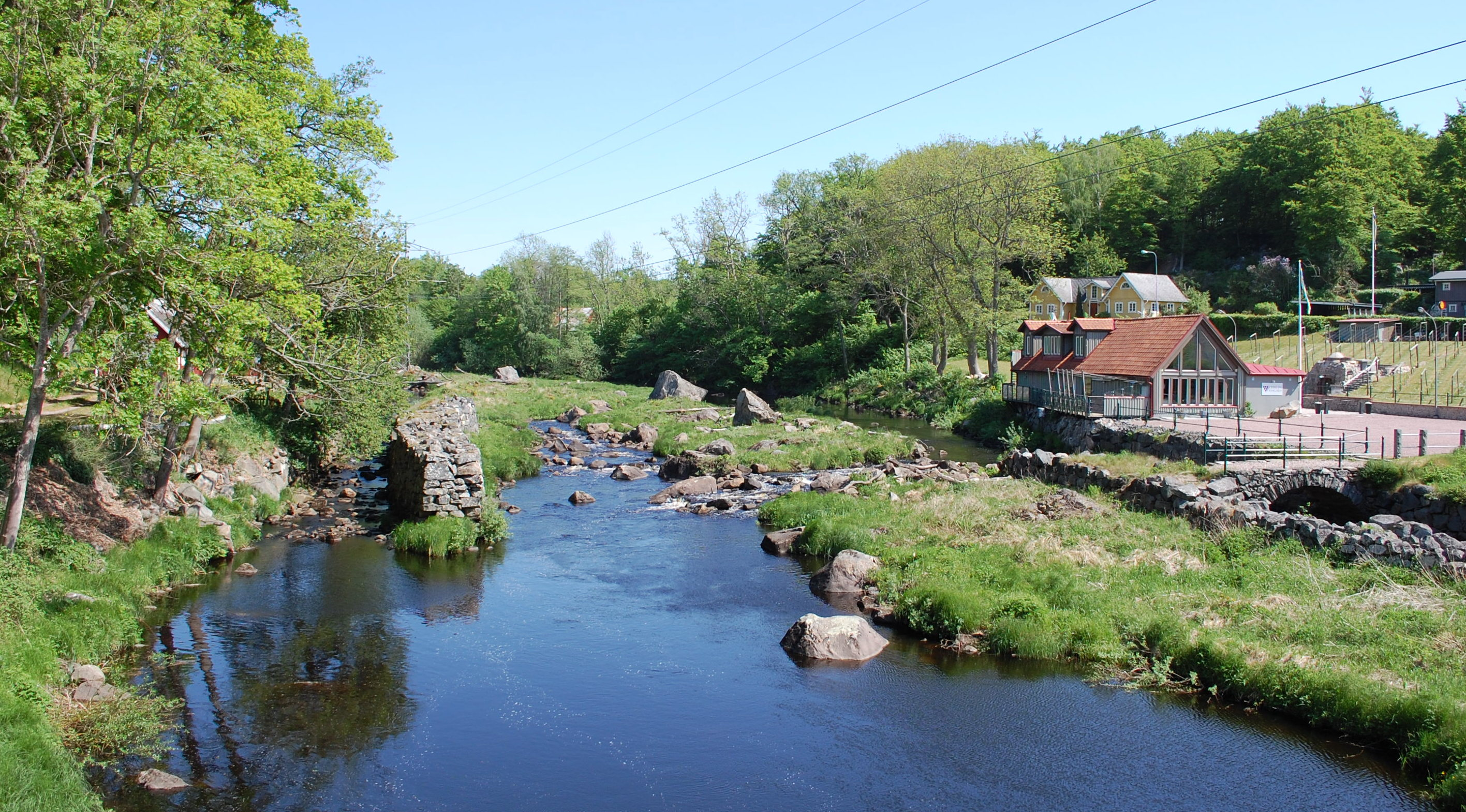
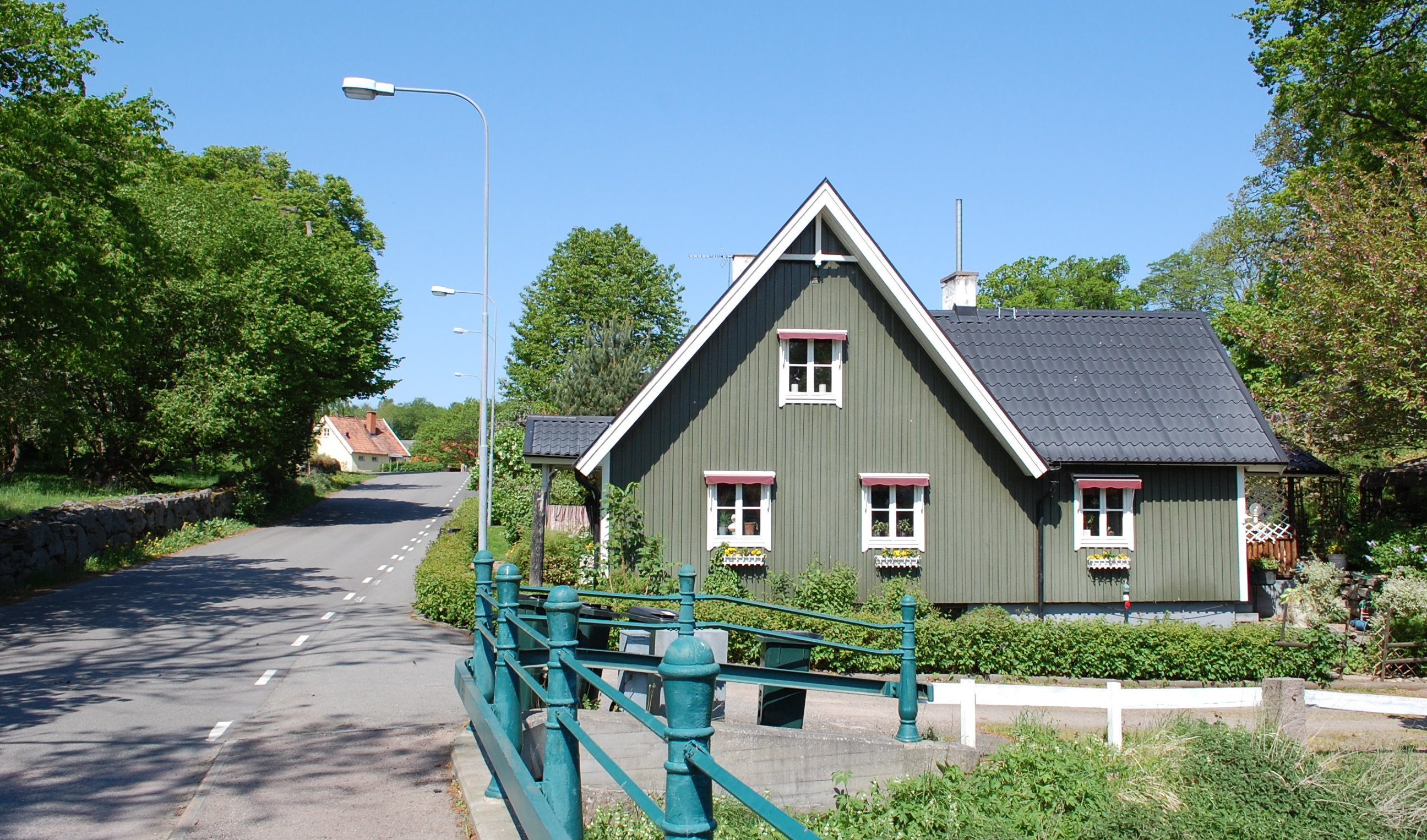
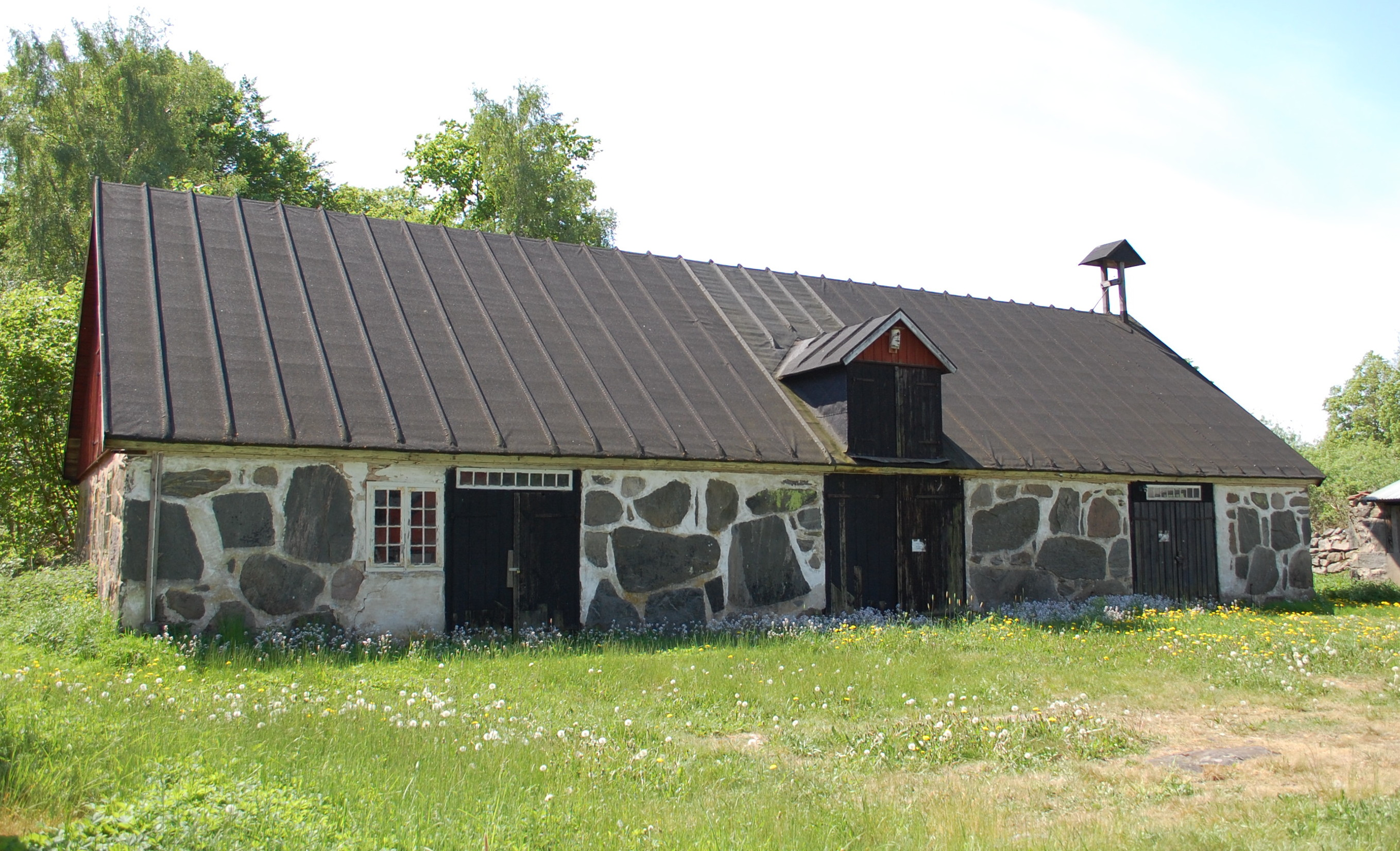

## Verkeer en vervoer
Bij de plaats lopen de Riksväg 19 en Länsväg 118.

## Geboren
- Herbert Dahlbom (1934-2019), wielrenner